# Frans Poggenbeek
Frans Willem Maurits Poggenbeek, beter bekend onder F.W.M. Poggenbeek, (Amsterdam, 27 september 1860 – Bussum, 3 maart 1922) was een Nederlands architect.
Hij was zoon van fabrikant George Christoffel Poggenbeek en Sophia Dorothea Levina Verbeek. Hijzelf bleef vermoedelijk ongehuwd. Hij was broer van kunstschilder Geo Poggenbeek.
Van zijn opleiding is vooralsnog niets bekend. Poggenbeek ontwierp vooral gebouwen voor zakelijke instellingen als banken etc. Ook ziekenhuizen hadden zijn belangstelling. Zo is het zusterhuis van het Amsterdamse Binnengasthuis van zijn hand als ook het gesticht Duin en Bosch in Castricum. Hij had een behoudende stijl, maar paste wel enige moderniteiten toe, bijvoorbeeld uit de inzichten van Hendrik Petrus Berlage. Hij dorst een definitieve overstap niet te maken.
Naast architect was hij betrokken bij de Maatschappij tot bevordering der Bouwkunst en zat rond 1893 met Jan Ernst van der Pek in een comité ter voorbereiding van een Arbeidsraad.
Hij was jarenlang in functies verbonden aan het Bouwkundig Weekblad en de Maatschappij tot bevordering der Bouwkunst, samen met bijvoorbeeld Christiaan Posthumus Meyjes sr..
Door hem ontworpen gebouwen, waarvan een aantal ook rijks- of gemeentelijk monument zijn te vinden in:
- Amsterdam: Herengracht 199-201
- Amsterdam: Herengracht 255
- Amsterdam: Keizersgracht 477
- Amsterdam: Kerkstraat 211
- Amsterdam: Nieuwe Doelenstraat 12-14
- Amsterdam: Nieuwezijds Voorburgwal 104-108 met tevens een gevel aan de Spuistraat
- Amsterdam: Oostenburgervoorstraat 83-85
- Amsterdam: Spuistraat 172-174
- Amsterdam: Warmoesstraat 71
- Amsterdam: Weteringschans 113-115
- Apeldoorn: Het Apeldoornsche Bosch (Centraal Israelitisch Krankzinnigengesticht)

Sommige gebouwen werden opgefleurd door beeldhouwwerk van Lambertus Zijl. Hij zat ook wel in examencommissies voor bouwkundig opzichters en tekenaars.
Hij overleed op 61-jarige leeftijd in het St. Gerardus Majellastichting in Bussum.